# Албания на летних Олимпийских играх 2024

## Медали
| Медаль | Спортсмен(ы)  | Вид спорта     | Дисциплина | Дата       |
| ------ | ------------- | -------------- | ---------- | ---------- |
| Бронза | Чермен Валиев | Вольная борьба | 74 кг      | 10 августа |
| Бронза | Ислам Дудаев  | Вольная борьба | 65 кг      | 11 августа |

| Вид спорта | 1 | 2 | 3 | Всего |
| Борьба     | 0 | 0 | 2 | 2     |
| Всего      | 0 | 0 | 2 | 2     |

| Медали по датам | Медали по датам | Медали по датам | Медали по датам | Медали по датам | Медали по датам |
| --------------- | --------------- | --------------- | --------------- | --------------- | --------------- |
| Дата            | 1               | 2               | 3               | Всего           |                 |
| 10 августа      | 0               | 0               | 1               | 1               |                 |
| 11 августа      | 0               | 0               | 1               | 1               |                 |
| Всего           | 0               | 0               | 2               | 2               |                 |

| Медали по полу | Медали по полу | Медали по полу | Медали по полу | Медали по полу |
| -------------- | -------------- | -------------- | -------------- | -------------- |
| Пол            | 1              | 2              | 3              | Всего          |
| Мужчины        | 0              | 0              | 2              | 2              |
| Женщины        | 0              | 0              | 0              | 0              |
| Микст          | 0              | 0              | 0              | 0              |
| Всего          | 0              | 0              | 2              | 2              |

## Квалификация
| № п/п | Вид спорта      | Мужчины        | Мужчины                | Женщины        | Женщины                | Всего          | Всего                  |
| № п/п | Вид спорта      | Завоевано квот | Количество спортсменов | Завоевано квот | Количество спортсменов | Завоевано квот | Количество спортсменов |
| ----- | --------------- | -------------- | ---------------------- | -------------- | ---------------------- | -------------- | ---------------------- |
| 1     | Борьба          | 3              | 3                      |                |                        | 3              | 3                      |
| 2     | Лёгкая атлетика | 1              | 1                      | 1              | 1                      | 2              | 2                      |
| 3     | Плавание        | 1              | 1                      | 1              | 1                      | 2              | 2                      |
| 4     | Стрельба        |                |                        | 2              | 1                      | 2              | 1                      |
|       | ИТОГО           | 5              | 5                      | 4              | 3                      | 9              | 8                      |

## Состав команды
Борьба
1. Зелимхан Абакаров
2. Ислам Дудаев
3. Чермен Валиев

 Лёгкая атлетика
1. Франко Буррай[англ.]
2. Луиза Гега

 Плавание
1. Гризи Кохаку[англ.]
2. Калтра Мека[англ.]

 Стрельба
1. Маньола Конини[англ.]

## Борьба
Албания получила одно место в соревнованиях по вольной борьбе на Чемпионате мира по борьбе 2023 года в Белграде, Сербия и два места на Мировом квалификационном турнире в Стамбуле, Турция.
Вольная борьба
| Спортсмен         | Категория        | 1/8 финала                    | Четвертьфиналы            | Полуфиналы           | Утешит. поединки                     | Финал /За 3 место          | Финал /За 3 место |
| Спортсмен         | Категория        | Соперник Результат            | Соперник Результат        | Соперник Результат   | Соперник Результат                   | Соперник Результат         | Место             |
| ----------------- | ---------------- | ----------------------------- | ------------------------- | -------------------- | ------------------------------------ | -------------------------- | ----------------- |
| Зелимхан Абакаров | Мужчины до 57 кг | GBSДиамантину Иуна Фафе В 7–6 | INDАман Сехрават П 0–12   | завершил выступление | завершил выступление                 | завершил выступление       | 8                 |
| Ислам Дудаев      | Мужчины до 65 кг | SAMГаку Акадзава В 10–0       | IRIРахман Амузад П 0–11   | —                    | USAЗеин Ризерфорд В WO               | HUNИсмаил Мусукаев В 13–12 | 3                 |
| Чермен Валиев     | Мужчины до 74 кг | AZEТуран Байрамов В 4–3       | UZBРазамбек Жамалов П 5–6 | —                    | AINМагомедхабиб Кадимагомедов В 12–2 | TJKВиктор Рассадин В 6–2   | 3                 |

## Легкая атлетика
Албания завоевала одну квоту в женские соревнования благодаря выполнению квалификационного норматива для участия в Играх 2024 года и одну универсальную квоту в мужские соревнования.
Беговые дисциплины
| Спортсмен     | Дисциплина          | Забеги    | Забеги | 1 круг    | 1 круг | Полуфиналы            | Полуфиналы            | Финал                 | Финал                 |
| Спортсмен     | Дисциплина          | Результат | Место  | Результат | Место  | Результат             | Место                 | Результат             | Место                 |
| ------------- | ------------------- | --------- | ------ | --------- | ------ | --------------------- | --------------------- | --------------------- | --------------------- |
| Франко Буррай | Мужчины 100 м       | 10,60     | 2 Q    | 10,66     | 68     | завершил выступление  | завершил выступление  | завершил выступление  | завершил выступление  |
| Луиза Гега    | Женщины 3000 м с/пр | —         | —      | 9.27,41   | 27     | завершила выступление | завершила выступление | завершила выступление | завершила выступление |

## Плавание
| Спортсмен    | Дисциплина                        | Предварительный раунд | Предварительный раунд | Полуфинал             | Полуфинал             | Финал                 | Финал                 |
| Спортсмен    | Дисциплина                        | Результат             | Место                 | Результат             | Место                 | Результат             | Место                 |
| ------------ | --------------------------------- | --------------------- | --------------------- | --------------------- | --------------------- | --------------------- | --------------------- |
| Гризи Кохаку | Мужчины 100 метров вольным стилем | 52,32                 | 62                    | завершил выступление  | завершил выступление  | завершил выступление  | завершил выступление  |
| Калтра Мека  | Женщины 200 метров вольным стилем | 2.12,21               | 27                    | завершила выступление | завершила выступление | завершила выступление | завершила выступление |

## Стрельба
Албания получила одно универсальное место в женские соревнования в пневматическом пистолете и дополнительное место в пистолете на 25 метров в соответствии с правилами ISSF.
Женщины
| Спортсменки    | Дисциплина                         | Квалификация | Квалификация | Финал                 | Финал                 |
| Спортсменки    | Дисциплина                         | Баллы        | Место        | Баллы                 | Место                 |
| -------------- | ---------------------------------- | ------------ | ------------ | --------------------- | --------------------- |
| Маньола Конини | Пневматический пистолет, 10 метров | 549          | 43           | завершила выступление | завершила выступление |
| Маньола Конини | Пистолет, 25 метров                | 569          | 37           | завершила выступление | завершила выступление |